# Poltys
Poltys is een geslacht van spinnen uit de familie wielwebspinnen (Araneidae).